# 大頦高身麗魚
大頦高身麗魚，為輻鰭魚綱鱸形目隆頭魚亞目慈鯛科的其中一種，分布於非洲馬拉威湖南部流域，棲息深度18-150公尺，體長可達20.1公分，棲息在中底層水域，生活習性不明，可作為觀賞魚。